# Clavioline

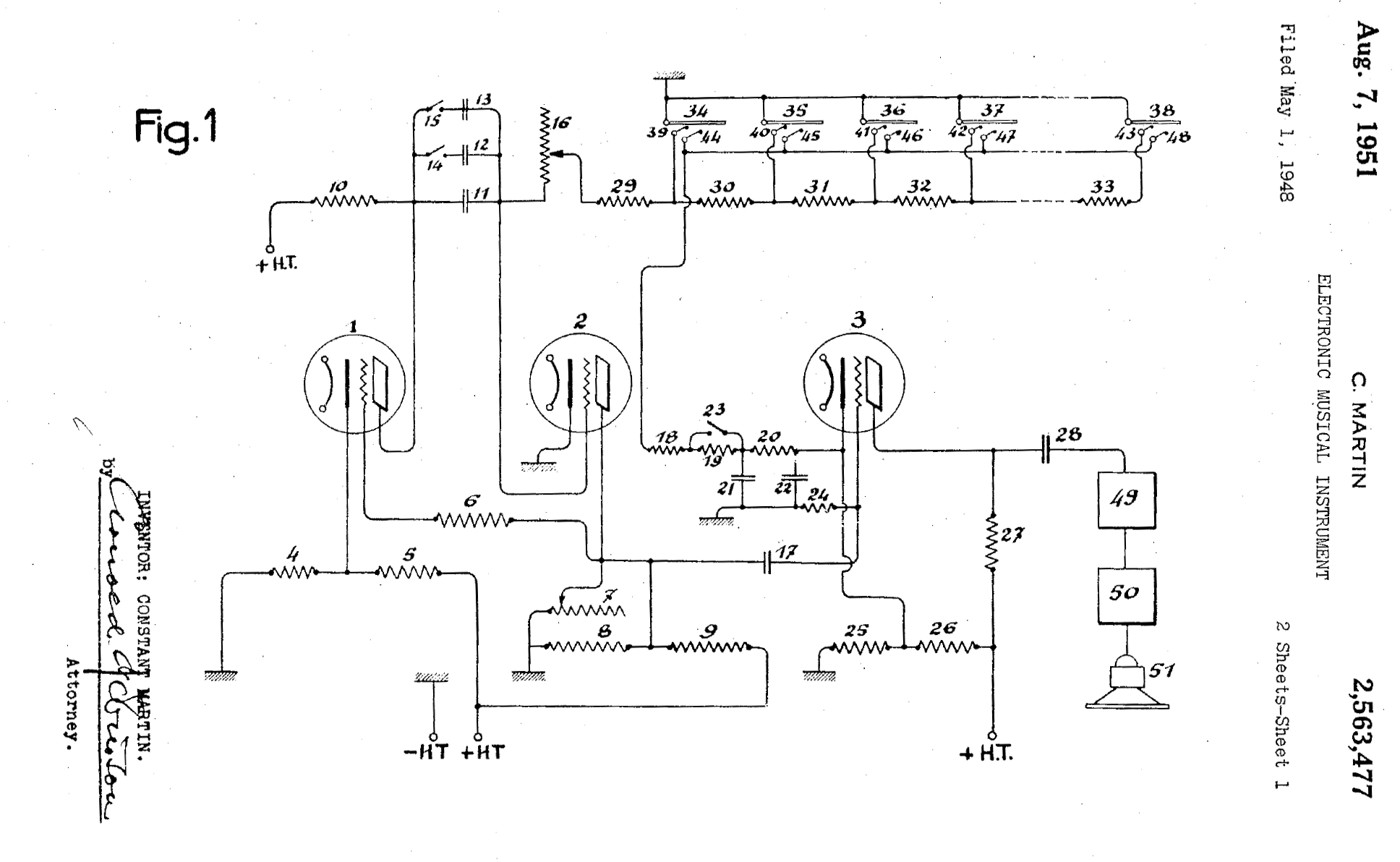
Schaltkreis der Clavioline

Die Clavioline ist ein elektronisches Tasteninstrument. Das einstimmige Röhren-Elektrophon wurde 1947 vom französischen Ingenieur Constant Martin (1910–1995) erfunden.

## Aufbau des Instruments
Das Instrument besteht aus einer Klaviatureinheit (zu der auch der Klangfrequenzerzeuger und die Regler gehören) und einer davon getrennten Verstärker- und Lautsprechereinheit. Die Tastatur deckte normalerweise drei Oktaven ab (vom tiefen F bis zum hohen e’’) und nutzte das Oktavteiler-Prinzip, um alle Tonhöhen von einem einzigen Tongenerator in der obersten Oktave abzuleiten. Mit einem Schieberegler konnte das Instrument eine Oktave nach unten bzw. oben transponiert werden, so dass die Clavioline letztlich über einen Tonumfang von fünf Oktaven verfügte. Die Feinabstimmung des unteren und oberen Tonumfangs sowie des gesamten Instruments erfolgte mit den kleinen Potentiometern, die auf beiden Seiten des Tastatursockels angebracht waren.
Über eine Reihe von Schaltern konnte die Tonqualität des erzeugten Klangs geändert werden; auch konnten Vibrato und andere Effekte erzeugt werden. Die Klangerzeugung baute auf einem Vakuumröhren-Oszillator auf, um eine Frequenz zu erzeugen, die unter Verwendung von Hochpass- und Tiefpassfilterung geändert werden konnte sowie beim Vibrato. Auch konnten Verzerrungen bewusst erzeugt werden.

## Verwendung des Instruments
Mehrere Modelle der Clavioline wurden seit den 1950er Jahren von verschiedenen Firmen hergestellt. Zu den wichtigsten gehörten die Standard-, Reverb- und Concert-Modelle von Selmer und Gibson. In Deutschland baute Jörgensen Electronic die Clavioline. Das Sechs-Oktaven-Modell mit Oktavtransposition wurde von Harald Bode entwickelt und von Jörgensen Electronic in Deutschland lizenziert. Instrumente anderer Hersteller variierten die Clavioline.
Die Clavioline wurde zunächst entwickelt, um Pianisten die Möglichkeit einer Erweiterung des klanglichen Spektrums zu geben. Das Instrument wurde als „das elektronische Wunder dieser Zeit“ vermarktet mit dem Hinweis: „Alle Stimmen des Orchesters in einem Koffer.“ Allerdings konnten mit dem Instrument nur sehr begrenzt die Klänge anderer Instrumente nachgeahmt werden. Es entstanden vielmehr „neue“ Töne, die damals recht fremdartig geklungen haben und von experimentierfreudigen Musikern eingesetzt wurden, etwa von Del Shannon in „Runaway“, den britischen The Tornados bei ihrem Superhit „Telstar“ und in „Jungle Fever“ oder den Beatles, die die Clavioline bei „Baby You’re a Rich Man“ verwendeten. Sun Ra nutzte das Instrument in den 1960er Jahren für seinen Weltraum-Jazz, etwa auf den Alben The Magic City (1966), The Heliocentric Worlds of Sun Ra, Vol. 2 (1966), Atlantis (1969) und Nothing Is... (1969), bevor er zum Minimoog wechselte.